# John Clawson
John Richard Clawson, född 15 maj 1944 i Duluth i Minnesota, död 15 december 2018, är en amerikansk före detta basketspelare.
Clawson blev olympisk mästare i basket vid sommarspelen 1968 i Mexico City.